# 科里科查湖 (科亞區)
13°26′01″S 71°56′52″W / 13.43361°S 71.94778°W
科里科查湖（Quriqucha），是秘魯的湖泊，位於該國南部庫斯科大區，由卡爾卡省的科亞區負責管轄，處於烏魯班巴河以西，該湖泊海拔高度4,020米。